# 엑스큐트
엑스큐트(본명: 이정훈, 2000년 2월 22일 ~ )은 대한민국의 리그 오브 레전드 프로게이머로 아이디는 Execute이다. 포지션은 서포터이다. 현재 피어엑스 소속이다.
과거에는 JeongHoon이라는 아이디를 사용했다.

## 선수 생활
2019년 9월, GC 부산 어텐션에 입단하면서 프로 커리어를 시작했다. 2020 스프링 시즌을 앞두고 팀의 챌린저스 승격에 기여했다. 스프링 시즌 동안 주전으로 활동하면서 팀의 챌린저스 포스트시즌 진출에 기여했다.
2021시즌을 앞두고 프레딧 브리온의 2군팀에 입단했다. 2021시즌 종료 후 팀에서 퇴단했다.
2022년 5월, LEC의 아스트랄리스에 입단했다. 서머 시즌 18경기에 출전했다. 서머 시즌 종료 후 2022  서머 시즌 LEC 신인상을 수상했다.
2024시즌을 앞두고 리브 샌드박스에 입단했다.

## 소속팀
| # | 팀명           | 소속 기간             | 소속 리그 | 비고 |
| - | -------------- | --------------------- | --------- | ---- |
| 1 | GC 부산 어텐션 | 2019.09~2020.11       | CK        |      |
| 2 | 프레딧 브리온  | 2021.01~2021.11.12    | LCK       |      |
| 3 | 아스트랄리스   | 2022.05.02~2023.11.20 | LEC       |      |
| 4 | 리브 샌드박스  | 2023.11.23~           | LCK       |      |

## 수상 내역
- 2021년 한중일 e스포츠 대회 리그 오브 레전드 부문 우승